# Денис Мирошниченко
Денис Николајевич Мирошниченко (рус. Денис Николаевич Мирошниченко; укр. Денис Миколайович Мiрошниченко; Ворошиловград, 8. јануар 1987) проруски је политичар из Украјине и актуелни председник Народног савета Луганске Народне Републике делимично признате државе Луганске Народне Републике (ЛНР) од 21. децембра 2017. године.

## Биографија
Мирошниченко је рођен 8. јануара 1987. године у Ворошиловграду (данас Луганск). Дипломирао је на Луганској академији културе и уметности по Матусовском 2011. године. Радио је у Природњачкој школи број 1 као професор клавира. Радио је као директор комуналног предузећа „Спорт за све“. Изабран је у Артјомовски окружни савет Луганска из Партије региона. Од 2014. био је на челу града Луганска. Учествовао је на изборима 2014. и 2019. за Народни савет Луганске Народне Републике. У Народни савет је изабран из блока „Мир за Луганшчину“. Од 21. децембра 2017. председник Народног савета ЛНР. Био је посланик Артјомовског народног савета Луганска.